# Georges Pouilley
Gaston Georges Pouilley (* 23. Juli 1893 in Remiremont; † 12. Januar 1958 in Paris) war ein französischer Schwimmer.

## Karriere
Pouilley begann seine Karriere im französischen Schwimmsport. 1912 brach er den nationalen Rekord über 100 m und 200 m Freistil. In den Jahren 1919 und 1920 wurde er französischer Meister über 100 m Freistil. 1919 stellte er erneut neue nationale Rekordzeiten auf – so hielt er zwischen 1919 und 1920 den Rekord über 100 m Freistil und zwischen 1919 und 1923 die Bestzeit über 50 m Freistil. Im Sommer 1920 nahm er an den Olympischen Spielen in Antwerpen teil. Hier scheiterte er im Wettbewerb über 100 m Freistil als Vierter seines Vorlaufs. Auch mit der französischen Staffel über 4 × 200 m Freistil erreichte er das Finale nicht.
Nach dem Ende seiner sportlichen Laufbahn war Pouilley unter anderem als Leutnant der französische Luftwaffe tätig. 1956 wurde er für seine Dienste zum Ritter der Ehrenlegion ernannt.